# Galactia maisiana
Galactia maisiana là một loài thực vật có hoa trong họ Đậu. Loài này được Alain miêu tả khoa học đầu tiên.